# Brian Ochoiski
Brian Ochoiski (* 22. Januar 1999 in Saint-Avold) ist ein französischer Snookerspieler, der 2018 die französische Snooker-Meisterschaft gewann.

## Karriere
Ochoiski kommt aus Saint-Avold in Lothringen. Sein Vater Stéphane Ochoiski ist ebenfalls Snookerspieler und gewann 2012 die französische Meisterschaft. Sein Vater war es, der ihn mit bereits sechs Jahren ins Snooker einführte und ihn später trainierte. Im September 2020 zog Brian Ochoiski ins nordfranzösische Lille, wo bessere Trainingsbedingungen gegeben sind. Zudem sei ein Grund gewesen, dass Lille näher an England liege als Saint-Avold.
2010 nahm Ochoiski erstmals an einem internationalen Juniorenturnier teil, bei der U21-Amateurweltmeisterschaft verlor er aber jedes Spiel. Ab 2016 gehörte Ochoiski zu den besten französischen Juniorenspielern und gewann verschiedenste Juniorensparten der französischen Meisterschaft, so zweimal die Altersklasse der „Kadetten“ und viermal die der U19. Bei der Haupt-Meisterschaft erreichte er bereits 2017 das Finale, unterlag dort aber noch Niel Vincent. Erst bei seiner zweiten Finalteilnahme ein Jahr darauf wurde er gegen Alexis Callewaert französischer Meister. In dieser Zeit nahm Ochoiski regelmäßig an internationalen Turnieren meist, zunächst meist nur mit bescheidenem Erfolg. Insbesondere bei den Junioreneuropameisterschaften konnte er aber regelmäßig recht gute Ergebnisse abliefern; häufig erreichte er dort das Viertelfinale.
2018 versuchte er bei der Q School sein Glück, schied aber in allen drei Events früh aus. Immerhin durfte er anschließend auf der Challenge Tour 2018/19 spielen, wo seine Ergebnisse zwar besser waren, er aber eine Tourqualifikation ebenfalls verpasste. Mehr Erfolg hatte er vor allem bei Events des German Grand Prix, einer deutschen Amateurtour, sowie erneut bei internationalen Juniorenturnieren, diesmal aber auch bei der Europameisterschaft im Six-Red-Snooker, bei der er 2020 immerhin das Viertelfinale erreichte. Daneben probierte er weiter sein Glück bei der Q School. Waren 2019 und 2021 seine Ergebnisse ebenfalls nicht berauschend, verpasste er 2020 nur knapp eine Qualifikation für die Profitour. Immerhin wurde er so während der Saison 2020/21 zu diversen Profiturnieren eingeladen. Dabei erreichte er bei den Welsh Open 2021 die Runde der letzten 64 und bei der WST Pro Series 2021 immerhin den sechsten von acht Plätzen seiner Gruppe, unter anderem dank eines Sieges über Ex-Profi-Weltmeister Ken Doherty. Während der Saison lebte Ochoiski im englischen Dunstable zusammen mit Alexander Ursenbacher und Simon Lichtenberg, mit denen er in dieser Zeit auch trainierte.

## Erfolge (Auswahl)
| Ausgang         | Jahr | Turnier                             | Finalgegner       | Ergebnis |
| --------------- | ---- | ----------------------------------- | ----------------- | -------- |
| Amateurturniere |      |                                     |                   |          |
| Zweiter         | 2017 | Französische Snooker-Meisterschaft  | Niel Vincent      | 2:3      |
| Sieger          | 2018 | Französische Snooker-Meisterschaft  | Alexis Callewaert | 3:1      |
| Zweiter         | 2019 | German Grand Prix 2019/20 – Event 1 | Lukas Kleckers    | 1:3      |
| Zweiter         | 2020 | Q School – Event 3                  | Farakh Ajaib      | 2:4      |